# 末次成人
末次 成人（すえつぐ なるひと、1977年 - ）は、日本の映画監督、クリエイティブ・ディレクター。神奈川県横浜市出身。

## 人物
北九州市生まれ。神奈川県横浜市出身。東京の制作会社に勤務後、2006年シンガポールに渡り、主にSonyのアジアマーケットにおけるブランディングを手掛ける。2011年ベトナムに渡りTYA Vietnamを設立し、HONDA、サッポロビール、Aeon Mall、TOYOTA、Canon、AUDIなどのブランディングを行う。2016年頃から拠点を日本に移し、地方自治体のインバウンドプロモーションや地域創生をテーマにしたプロジェクトを行う。
日本全国の伝統工芸士を取材し、PVを制作するなど日本の手仕事や伝統産業をテーマに作品を多数制作している。

## 作品

### 映画
- 『ハルカの陶』 - 奈緒主演（監督/脚本/編集「ハルカの陶」製作委員会、2019年10月25日岡山県先行公開 / 2019年11月30日全国公開、ブロードメディア・スタジオ）

### 短編映画
- 『Timeless KOTOHIRA（中国編）』（監督/脚本/編集　出演：YoYo/木村謙太　脚本：河村匡哉　音楽：佐藤礼央、公開年 2017年）
- 『Timeless KOTOHIRA（韓国編）』（監督/脚本/編集　出演：オ・ジョンウォン/パク・ソギョン　脚本：河村匡哉　音楽：佐藤礼央、公開年 2017年）
- 『Timeless KOTOHIRA（台湾編）』（監督/脚本/編集　出演：ジャスパー・リュウ(劉以豪/リウ・イーハオ) /鶴田真由/藤沢玲花　脚本：河村匡哉　音楽：佐藤礼央、公開年 2017年）
- 『背番号100の男』（監督/脚本/編集　出演：浅川大治/西村友一　公開年 2022年）
- 『いつかの好奇心』（監督/脚本/編集　出演：坂井真紀/千國めぐみ　公開年 2023年）
- 『人間復活』（監督/脚本/編集　出演：武田晋　公開年 2023年）